# Равна гора (плато)
Равна гора е плато в западна Сърбия, простиращо се по западните и югозападните склонове на планината Сувобор.
Релефът е серпентини с малко варовикови скали и пещери. Това е като цяло и предимно равна зона, състояща се от поляни и пасища прорязани в крайните си части от дълбоко разчленени сухи долини обрасли с гъсти гори, предимно букови. Поради тези характеристики Равна гора в миналото била много благоприятна за скотовъдство и до 1941 г. върху платото се намирали около 120 колиби, принадлежащи най-вече на фамилията Кощуничи. 
Равна гора е символно място в историята на Югославия и Сърбия, понеже оттук се организира сръбското четническо движение по време на Втората световна война. 